# سوتیج
سَوتاج (به انگلیسی: (Savatage(sævetʌʒ) نام یک گروه پروگرسیو متال آمریکایی است که در سال ۱۹۷۸ میلادی توسط دو برادر یعنی جان و کریس اولیوا در فلوریدا آمریکا تأسیس شد.
گروه بعد از انتشار آخرین آلبوم خود در سال ۲۰۰۱ غیرفعال شد و از ۲۰۰۲ به بعد هم در هیچ اجرای زنده‌ای دیده نشد اما در عوض تمرکز اعضای گروه بر روی پروژه موازی یعنی ترنس سیبرین ارکسترا متمرکز شده‌است.

## درباره
جان و کریس اولیوا اولین گروه خود را با نام آواتار از باقی‌مانده اعضای گروه‌های تاور و الینس در سال ۱۹۷۸ راه انداختند. پس از یک ملاقات در خانه اولیوا و اجرای موسیقی استیون واکلز هم به گروه آنها پیوست. گروه سه نفری آنها برای چندین سال مشغول به نوازندگی در بارها و کلاب‌ها در تامپا فلوریدا بودند. در سال ۱۹۸۱ کیث کولین نوازنده گیتار باس به آنها ملحق شد. در سال ۱۹۸۳ گروه آواتار به خاطر مسائل حقوقی مجبور به تغییر نام شد و نام سَوِتاج از ترکیب دو کلمه آواتار و سویج (Savage) انتخاب شد.
آثار اولیه گروه با نام جدید سَوِتاج بسیار تحت تأثیر آثار گروه‌هایی چون جوداس پریست، آیرون میدن، بلک سبت و دیپ پرپل به نظر می‌رسد که با عناصری از اسپید متال همراه شده‌است. اواخر سال ۱۹۸۶ پس از ضبط چهارمین آلبوم گروه، کیث کولین تصمیم به ترک گروه گرفت و جای خود را به جانی لی میدلتون داد. از سال ۱۹۸۷ تاکنون جانی تنها عضو گروه‌است که نامش در تمامی آلبوم‌ها به چشم می‌خورد.
سالهای میان ۱۹۸۷ تا ۱۹۹۳ را دوران طلایی سَوِتاج می‌دانند. در ۱۹۸۷ گروه توانست آلبوم موفق خود با نام Hall of the Mountain King را منتشر کند و با انتشار این آلبوم نام سَوِتاج بر سر زبان‌ها افتاد. همچنین گروه اولین موزیک ویدئو خود را برای آهنگی با عنوان آلبوم در همین سال منتشر نمود. آنها تا سال ۱۹۹۴ موفق به ضبط ۸ آلبوم شدند.

## آلبوم‌ها
| سال انتشار | نام آلبوم                 |
| ---------- | ------------------------- |
| ۱۹۸۳       | Sirens                    |
| ۱۹۸۴       | The Dungeons Are Calling  |
| ۱۹۸۵       | Power of the Night        |
| ۱۹۸۶       | Fight for the Rock        |
| ۱۹۸۷       | Hall of the Mountain King |
| ۱۹۸۹       | Gutter Ballet             |
| ۱۹۹۱       | Streets: A Rock Opera     |
| ۱۹۹۳       | Edge of Thorns            |
| ۱۹۹۴       | Handful of Rain           |
| ۱۹۹۵       | Dead Winter Dead          |
| ۱۹۹۸       | The Wake of Magellan      |
| ۲۰۰۱       | Poets and Madmen          |